# Vodka Stinger
 (janvier 2017).
Si vous disposez d'ouvrages ou d'articles de référence ou si vous connaissez des sites web de qualité traitant du thème abordé ici, merci de compléter l'article en donnant les références utiles à sa vérifiabilité et en les liant à la section « Notes et références ».
Le Vodka Stinger est un cocktail composé de vodka, de crème de menthe et de glace d'eau.

## Réalisation
Pour réaliser ce cocktail, il suffit de mettre la même dose de vodka et de crème de menthe dans un verre.
Le Vodka Stinger se distingue du marteau par la quantité de crème de menthe ajoutée au mélange.